# Алдан (город)
Алда́н (якут. Алдан) — город в Республике Саха (Якутия) Российской Федерации, административный центр Алданского района, образует городское поселение город Алдан в его составе. Указом Президента Российской Федерации от 10 сентября 2021 года городу было присвоено звание «Город трудовой доблести».

## Этимология
Возник как приисковый посёлок при крупном месторождении золота, открытом в 1923 году, и получил название Незаметный. В 1939 году на месте прииска был образован город Алдан, который получил название от одноименной реки. Вопрос об этимологии гидронима продолжает оставаться дискуссионным.
Происхождение гидронима Алдан (наряду с топонимами Алтачи, Алтачей, Усть-Алтан) возводили к тюркскому и монгольскому слову алтан, алтын — «золото», эту версию М. Н. Мельхеев и Л. Л. Трубе обосновывали древней добычей золота в регионе. Высказывались также о связи топонимов Алдан и Алтай. Позднее Р. А. Агеева усомнилась в «золотом» происхождение топонима утверждая, что народы, жившие на берегах этой реки, или не знали золота, или в их языках алтан не могло превратиться в Алдан. Вместе с тем Агеева выдвинула гипотезу, что Алдан (в вариане Аллан) может быть связано с эвенкийским олдо, олло — «рыба», то есть «рыбная река».

## История
Днём рождения города по официальной версии принято считать 19 июня 1923 года, когда вольный старатель, якут М. П. Тарабукин, мывший золото с небольшой артелью, и латыш В. П. Бертин, возглавлявший первую трудовую артель, встретились у ручья Незаметного, где и был заложен прииск с таким же названием. От этой даты и считаются все юбилейные годы.
20 сентября 1932 года посёлок Незаметный получил статус города, а в мае 1939 года был переименован в город Алдан. До 1947 года Алдан был административным центром Алданского округа, ликвидированного в СССР последним.
В 1990-е годы переживал демографический кризис, однако с 2000 по 2010 годы в город снова начали приезжать люди, появилась коммерческая авиация, железнодорожная станция. С 2009 по 2010 годы велось строительство ветки нефтепровода, что существенно повлияло на экономическое развитие города.

## Географическое положение
Расположен на Алданском нагорье, в бассейне реки Алдан (правый приток Лены), на слиянии реки Орто-Сала и ручья Незаметного, в 530 км к югу от Якутска. Город, как и весь Алданский район, находится на одноимённом щите. На поверхность выходят древнейшие кристаллические образования горных пород с возрастом более 3 миллиардов лет.
Город находится на территории с богатейшими природными ископаемыми: залежами каменного угля, железных и урановых руд, апатитов — располагающимися рядом с железнодорожной веткой Малого БАМа, движение по которой было открыто 19 декабря 1992 года.
Геологоразведочные работы, проведённые на Алдано-Становом щите, подтвердили наличие больших запасов меди, урана, слюды и крупных месторождений железных руд, а также полиметаллов и золота на Чаро-Токкинском, Южно-Алданском и Сутамском месторождениях. На Алданском щите находится и единственное в мире месторождение чароита.
Использование уникальной минерально-сырьевой базы региона открывает большие перспективы в промышленном плане, что, в свою очередь, повлечёт за собой развитие инфраструктуры города и региона.

## Население
| 1939    | 1959    | 1967    | 1970    | 1979    | 1989    | 1992    | 1996    | 1998    |
| ------- | ------- | ------- | ------- | ------- | ------- | ------- | ------- | ------- |
| 14 022  | ↘12 358 | ↗15 000 | ↗17 689 | ↗20 173 | ↗27 090 | ↘26 400 | ↘24 000 | ↘22 900 |
| 2000    | 2001    | 2002    | 2003    | 2005    | 2006    | 2007    | 2008    | 2009    |
| ↘21 500 | ↘21 200 | ↗24 715 | ↘24 700 | ↘24 300 | ↘24 000 | ↘23 900 | ↘23 800 | ↘23 486 |
| 2010    | 2011    | 2012    | 2013    | 2014    | 2015    | 2016    | 2017    | 2018    |
| ↘21 275 | ↘21 227 | ↗21 673 | ↘21 538 | ↘21 364 | ↘21 092 | ↘20 892 | ↘20 700 | ↘20 595 |
| 2019    | 2020    | 2021    | 2023    |         |         |         |         |         |
| ↘19 958 | ↗20 631 | ↗21 590 | ↘21 490 |         |         |         |         |         |

На 1 января 2025 года по численности населения город находился на 614-м месте из 1124 городов Российской Федерации.

## Климат
В Алдане резко континентальный климат, который значительно мягче, чем в Якутске: зимой значительно теплее, а летом прохладнее, осадков выпадает втрое больше. Зима умеренно холодная, с небольшими колебаниями температуры от месяца к месяцу. С декабря по февраль оттепели исключены.
| Показатель                                                 | Янв.  | Фев.  | Март  | Апр.  | Май  | Июнь | Июль  | Авг.  | Сен.  | Окт.  | Нояб. | Дек.  | Год   |
| ---------------------------------------------------------- | ----- | ----- | ----- | ----- | ---- | ---- | ----- | ----- | ----- | ----- | ----- | ----- | ----- |
| Абсолютный максимум, °C                                    | −4    | −1    | 9,1   | 18,8  | 27,8 | 34,3 | 36,5  | 35,2  | 25,8  | 16,7  | 6,1   | −0,6  | 36,5  |
| Средний суточный максимум, °C                              | −21,3 | −17,8 | −8,9  | 1,4   | 11,0 | 21,0 | 23,0  | 19,5  | 10,2  | −1,9  | −14,5 | −21,8 | 0,1   |
| Средняя температура, °C                                    | −25,7 | −23   | −14,9 | −3,9  | 5,5  | 14,4 | 16,9  | 13,6  | 5,2   | −5,9  | −18,8 | −25,9 | −5,2  |
| Средний суточный минимум, °C                               | −30,1 | −28,1 | −21,1 | −9,6  | 0,2  | 7,6  | 11,1  | 8,3   | 0,9   | −9,8  | −23   | −29,9 | −10,3 |
| Абсолютный минимум, °C                                     | −50   | −46,6 | −42   | −31,7 | −16  | −5,9 | −0,8  | −4,4  | −16,1 | −30,3 | −44,9 | −48,3 | −50   |
| Норма осадков, мм                                          | 27,6  | 25,5  | 41,5  | 39,1  | 76,2 | 84,0 | 112,2 | 111,8 | 101,0 | 71,4  | 41,1  | 29,2  | 760,6 |
| Источник: http://www.pogodaiklimat.ru/climate.php?id=31004 |       |       |       |       |      |      |       |       |       |       |       |       |       |

| Показатель                                                                                | Янв.  | Фев.  | Март  | Апр. | Май  | Июнь | Июль | Авг. | Сен. | Окт. | Нояб. | Дек.  | Год   |
| ----------------------------------------------------------------------------------------- | ----- | ----- | ----- | ---- | ---- | ---- | ---- | ---- | ---- | ---- | ----- | ----- | ----- |
| Средний суточный максимум, °C                                                             | −21,5 | −18,2 | −8,5  | 1,8  | 11,6 | 21,0 | 23,1 | 19,8 | 10,2 | −2,6 | −14,8 | −21,4 | 0,0   |
| Средняя температура, °C                                                                   | −25   | −22,7 | −14,2 | −3,8 | 6,1  | 14,4 | 17,2 | 14,1 | 5,6  | −5,8 | −18,3 | −24,8 | −4,7  |
| Средний суточный минимум, °C                                                              | −28,6 | −27,2 | −19,8 | −9,5 | 0,6  | 7,7  | 11,4 | 8,4  | 1,1  | −8,9 | −21,7 | −28   | −9,5  |
| Среднее число солнечных часов в месяц                                                     | 62    | 104   | 162   | 214  | 224  | 260  | 226  | 190  | 123  | 62   | 66    | 34    | 1728  |
| Среднее число дней с осадками                                                             | 22,9  | 20,8  | 19,8  | 12,2 | 13,9 | 14,5 | 14,8 | 14,8 | 17,0 | 22,6 | 22,6  | 24,6  | 220,5 |
| Норма осадков, мм                                                                         | 31    | 29    | 29    | 46   | 75   | 75   | 88   | 107  | 110  | 75   | 39    | 99    | 839   |
| Источник: www.weatheronline.co.uk. www.weatheronline.co.uk. Дата обращения: 28 июня 2021. |       |       |       |      |      |      |      |      |      |      |       |       |       |

## Экономика
Промышленность
Основа экономики Алдана — золотодобыча. Также присутствуют несколько малых деревообрабатывающих предприятий и машиноремонтный завод. В городе расположено управление компании «Железные дороги Якутии» и ряд её основных подразделений и предприятий.
Бюджет
В 2019 году исполнение бюджета по доходам составило 322 млн рублей, исполнение по расходам составило 325 млн рублей.
Объём поступлений доходов в бюджет города на 2019 год:
- налог на доходы — 57 %;
- земельный налог — 8 %;
- акцизы — 0,6 %;
- налоги на имущество — 1 %;
- единый сельхоз налог — 0,4 %;
- доходы от сдачи в аренду им-ва — 0,2 %;
- арендная плата за землю — 0,4 %;
- доходы от продажи имущества менее — 0,4 %;
- доходы от продажи зем. участков — 0,8 %;
- наём ж/фонда — 1,3 %;
- безвозмездные поступления — 26 %.

## Транспорт
В городе имеется железнодорожная станция Алдан. Имеется неактивный аэропорт.

## Спорт
Футбольный клуб «Металлург» выступал в первой лиге первенства России в 1993 году.
С 2012 года действует «Республиканская спортивная школа олимпийского резерва по лыжному спорту», где тренируются в том числе и ведущие российские спортсмены, биатлонисты и лыжники, члены сборной команды России.

## Религия
В июне 1994 года в бывшем клубе «Авиатор» открылся православный храм в честь святых Новомучеников и Исповедников Российских, а 27 июля 1994 года был совершён первый молебен.
В 1995 году начали строить Храм в честь Святых Новомучеников и Исповедников Российских на выделенном месте.
Церковь Святых Новомучеников и Исповедников Российских (март 1995 г. — освящение места под храм, декабрь 2000 г. — окончание строительства).

## Галерея
- Мемориал ВОВ
- Памятник жертвам сталинских репрессий
- Церковь Святых Новомучеников и Исповедников Российских
- Аллея военной техники
- Центральная улица
- Памятник первооткрывателям золота Алдана